# Стронгмен
Стронгмен (від англійського strong — сильний, рішучий і man — людина, чоловік, спортсмен, що бере участь у змаганні зі стронгмену) — силовий вид спорту, який приваблює глядачів своєю видовищністю.
Існує безліч видів спорту, пов’язаних з підняттям ваги. Це і важка атлетика, і пауерліфтинг, і бодібілдинг. Одним з досить видовищних і тих видів спорту, які активно розвиваються, є стронгмен. На відміну від інших видів, тут спортсмени виконують не одну чи дві вправи. Програма змагань досить динамічна і різноманітна, адже спортсмени виконують вправи з оригінальними знаряддями, наприклад, колеса вантажівок, газові балони, автомобілі тощо. Вправи можуть бути націлені на найбільшу кількість повторень, на підняття найбільшої ваги або на швидкісне подолання дистанції з великим вантажем на плечах і так далі. Організатори не обмежуються перерахованими особливостями.
На сьогодні змагання зі стронгмену стабільно проводяться на міжнародному рівні , але і в Україні цей вид спорту є дуже популярним і має велику глядацьку аудиторію. Історія стронгмену в Україні сягає ще початку двохтисячних років, коли український стронгмен  Василь Вірастюк здобув титул «Найсильніша людина світу» (2004) , а Збірна України виборола титул «Найсильніша нація світу» у 2003 та 2004 роках.
В Україні працює Професіональна Ліга Стронгменів України, яку організовує Федерація стронгмену України. Організація має 15 чинних осередків та 9 тренувальних баз у різних регіонах України. 
В Україні проводяться такі змагання зі стронгмену:
- Чемпіонат України серед професіоналів, [3]
- Найсильніша людина України
- Кубок України,
- Чемпіонат серед аматорів,
- Парний чемпіонат України,
- Чемпіонат серед силових структур,
- Комплексні заходи для ветеранів війни,
- Українські атлети  виступають на міжнародних змаганнях та встановлюють національні і світові рекорди.

## Тренування
Під тренуванням в основному йдеться про тренування в залі. Як зазначають спеціалісти під час тренування необхідно звернути увагу на міцність: тренування на міцність, присідання, тяга і жим. Також не менш важлива так звана вибухова сила. Як і в будь-якому спорті, у стронгмені необхідно тренуватися зі спеціальним обладнанням[джерело?].

## Фото змагань стронгмену

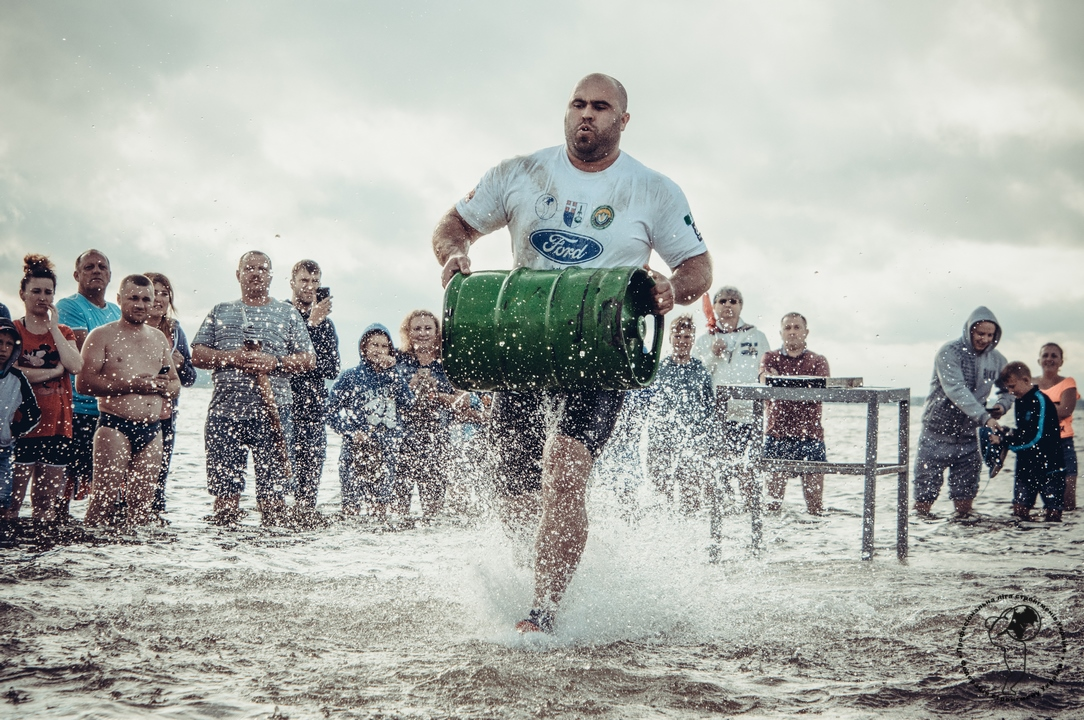
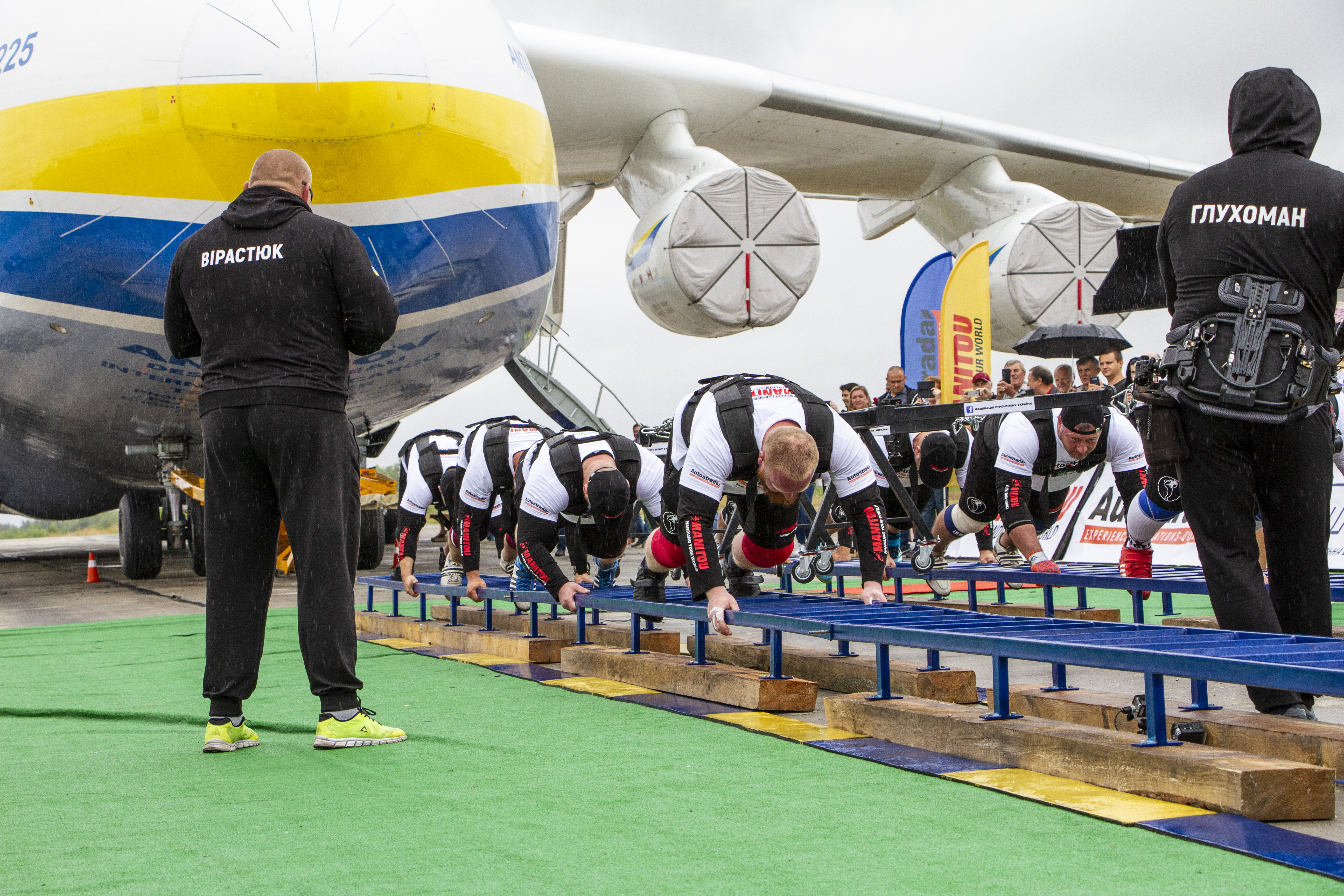
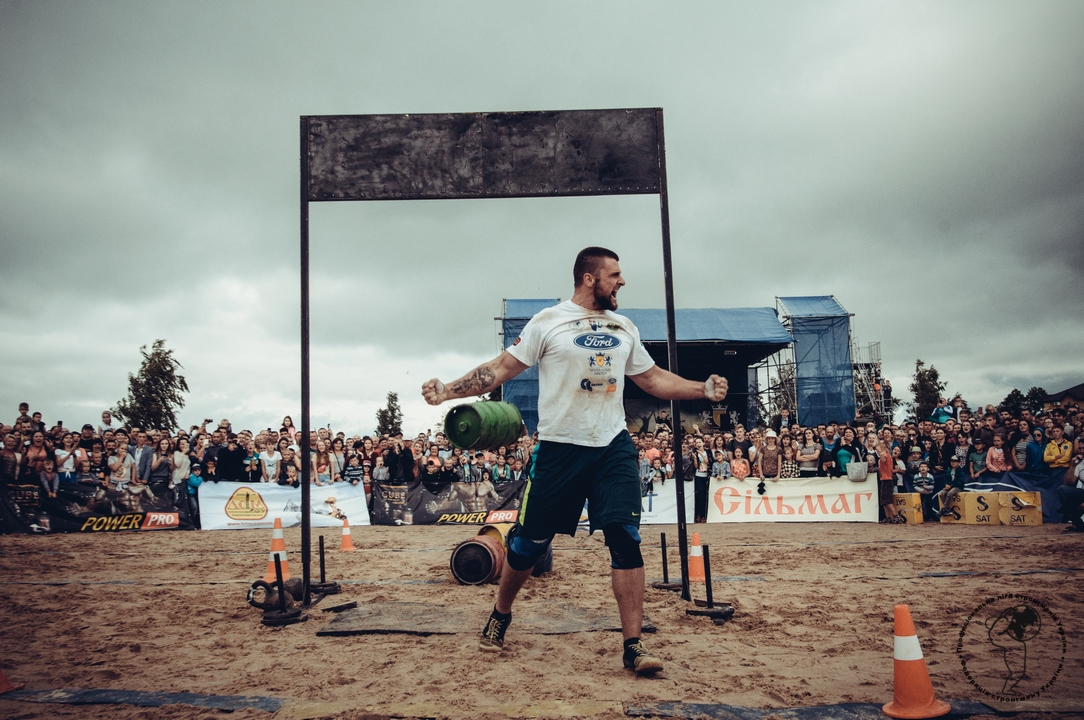
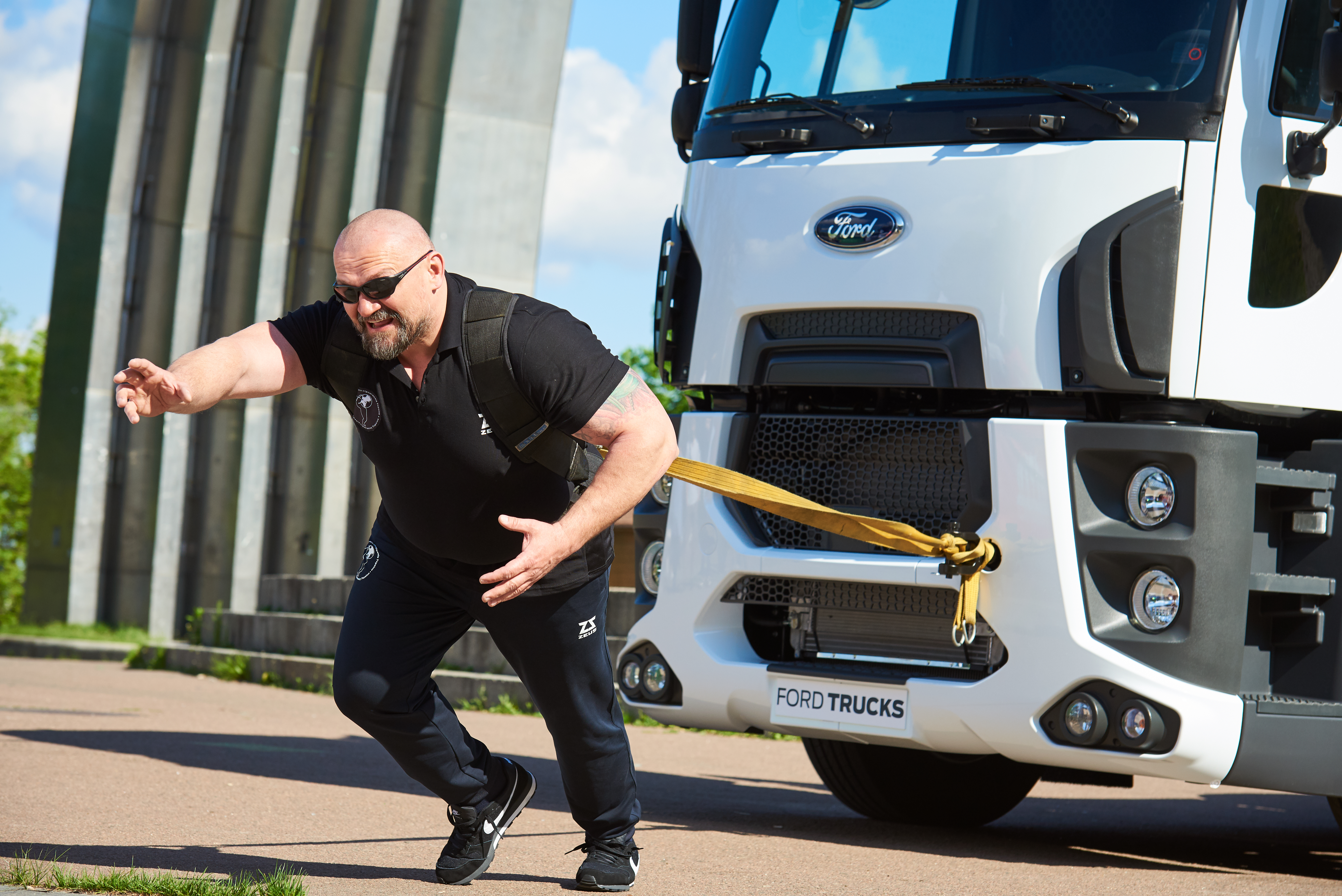

## Обладнання і вправи
- Мертве зведення
- Вивага гантелями
- Осьова вивага
- Перевертання машини
- Перенесення рамки
- Мертве зведення з фіксацією
- Ворота Геркулеса
- Тяга машини
- Камінь Хусафелл
- Кидання барильця
- Перевертання шин
- Вивага над головою
- Присідання з вагою
- Силова вивага

## Слововживання
Термін «стронгмен» доволі часто вживають щодо спортсменів, які займаються паверліфтингом або бодибілдингом. Як правило, під час розвитку так званого «залізного спорту» в 19 ст. багато спортсменів виходили на подіум і демонстрували свою силу: згинали цвяхи й т. д. Останнім часом термін «стронгмен» намагаються пов'язати з бодібілдингом. Однак зараз стронгмен це окремий вид спорту[джерело?].
Слово «ломус» інколи використовується, як синонім «стронгмена», однак у словнику української мови Бориса Грінченка наводиться лише означення «людина, яка володіє великою фізичною силою, богатир, силач».

## Українські стронгмени
- Василь Вірастюк
- Олексій Новіков
- Сергій Конюшок
- Володимир Муравльов
- Олександр Лашин
- Олександр Кочергін
- Андрій Бурштин
- Андрій Дмітрієв (загинув, захищаючи Україну)
- Олександр Пеканов
- Олексій Мальцев
- Валерій Газаєв
- Віктор Юрченко
- Сергій Романчук
- Віталій Герасимов
- Володимир Рекша
- Володимир Цифра
- Євген Настенко
- Павло Гайша
- Павло Кордіяка
- Руслан Петруня
- Юрій Огоновський
- Іван Деркач